# Tre Deckare löser Fräsande fotspårens gåta
Alfred Hitchcock och Tre Deckare löser Fräsande fotspårens gåta (originaltitel Alfred Hitchcock and the Three Investigators in The Mystery of the flaming footprints) är den femtonde delen i den fristående Tre deckare-serien. Boken är skriven av M.V. Carey 1971 och utgiven på svenska 1973 av B. Wahlströms bokförlag med översättning av Solveig Karlsson.